# Koleka Putuma

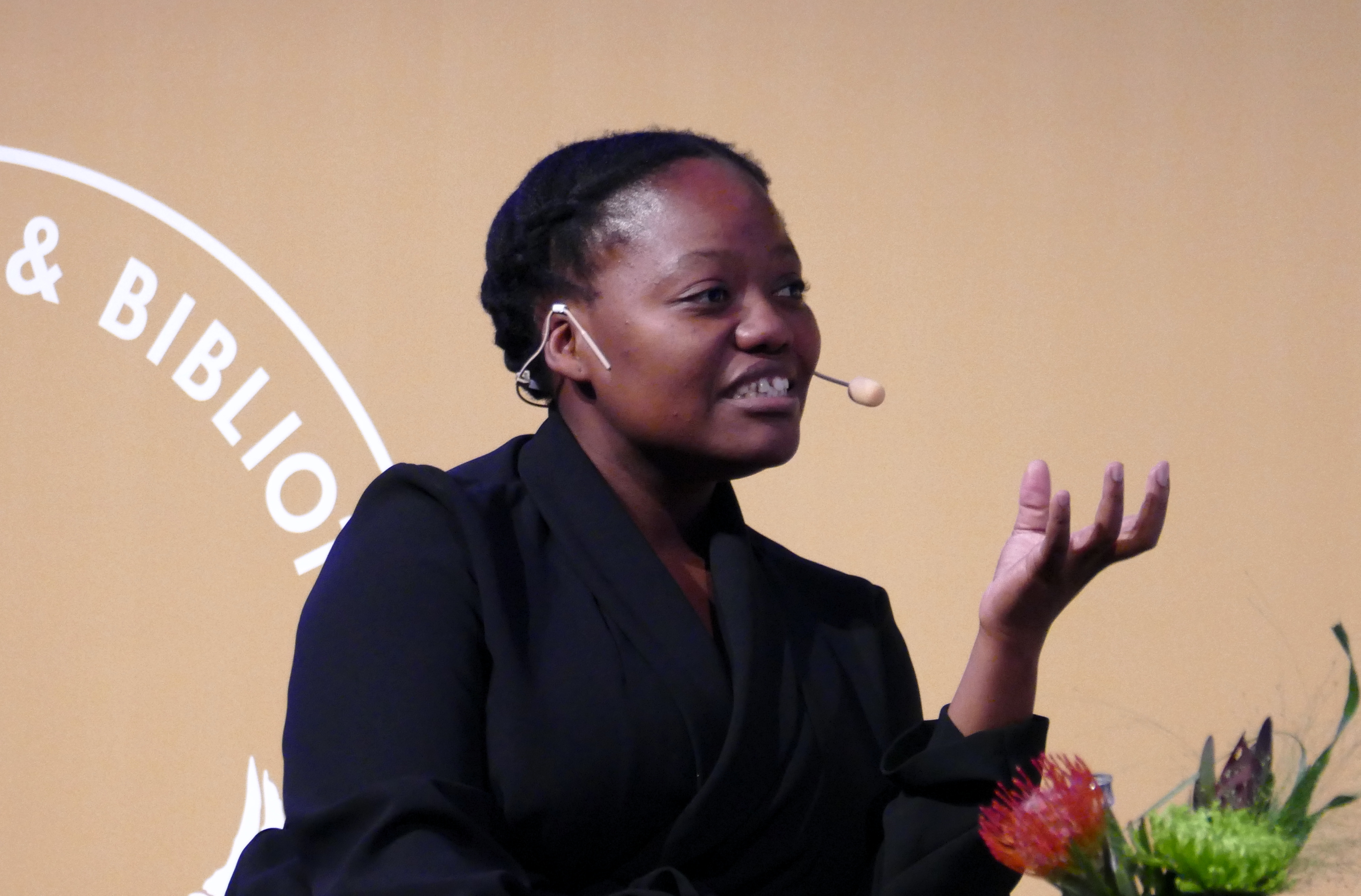
Koleka Putuma

Koleka Putuma (* 22. März 1993 in Port Elizabeth) ist eine südafrikanische Schriftstellerin, Theaterregisseurin und Spoken-Word-Künstlerin. 

## Leben
Putuma wuchs als Tochter eines Pastors auf. Nach eigenen Angaben begann ihr Interesse am Schreiben von Gedichten in der 9. Klasse, als sie im Unterricht einen Rap über HIV/AIDS-Aufklärung schrieb. Sie erwarb an der University of Cape Town einen Bachelor of Arts in Theatre & Performance. 2014 war sie, noch während ihres Studiums, der erste National Slam Champion des Landes. Im selben Jahr führte sie ihr Theaterstück Uhm (so viel wie „Äh“) auf, das vom Einfluss der englischen Sprache in Südafrika handelt.
Sie schreibt Gedichte und trat als Dramatikerin, Regisseurin – 2015 inszenierte sie mehrere Stücke am Magnet Theatre – und Spoken-Word-Künstlerin hervor. Unter anderem schrieb sie Theaterstücke für Kleinkinder und Babys.
Das Buch Collective amnesia wurde im Deutschlandfunk als „Poetik der Dekolonisierung“ bezeichnet. Zu ihren Themen gehören die vielschichtigen Auswirkungen der Apartheid auf die südafrikanische Gesellschaft. Putuma ist lesbisch – sie kritisiert aber nicht nur das konservative, homophobe Christentum, das etwa ihr Vater verkörpert, sondern auch die „Protestmärsche unter dem Regenbogenbanner“, die „eine neue Art von Paranoia / Eine neue Art, sich zu verstecken“ seien. Putuma trat unter anderem in den Vereinigten Staaten, Großbritannien, Deutschland und der Schweiz auf. Ihre Gedichte trägt sie auch in Videos und Performances vor, beispielsweise während einer Zugfahrt.
Putuma lebt in Kapstadt.

## Auszeichnungen
- 2014: Standard Bank Ovation Award beim National Arts Festival für Uhm[1]
- 2016: PEN South Africa Student Writing Prize für Water
- 2017: City Press Book of the Year für Collective amnesia
- 2018: In der Forbes-Liste der „30 meistversprechenden afrikanischen Kreativen“ aufgeführt

## Werke
- 2014: Uhm. Drama.
- 2016: Woza Sarafina! Drama.
- 2017: Collective amnesia. Gedichte. uHlanga.
  - 2020: deutsch von Paul-Henri Campbell als Kollektive Amnesie. Das Wunderhorn.
- 2017/2018: Mbuzeni. Drama.